# Grosse caisse
Pour l’article homonyme, voir La Grosse Caisse.
La grosse caisse (aussi appelée tonnant) est un instrument de percussion membranophone de diamètre large. 
Comme la caisse claire, c'est un des éléments principaux de la batterie. Elle est également utilisée indépendamment dans les fanfares et dans les orchestres classiques (depuis la musique baroque) et les bagads. Son origine semble remonter aux premiers âges de l'humanité.

## Description

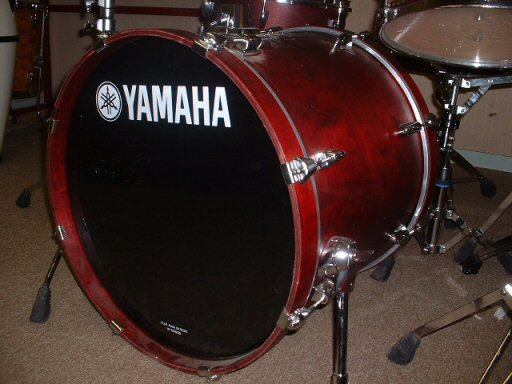
Une grosse caisse.

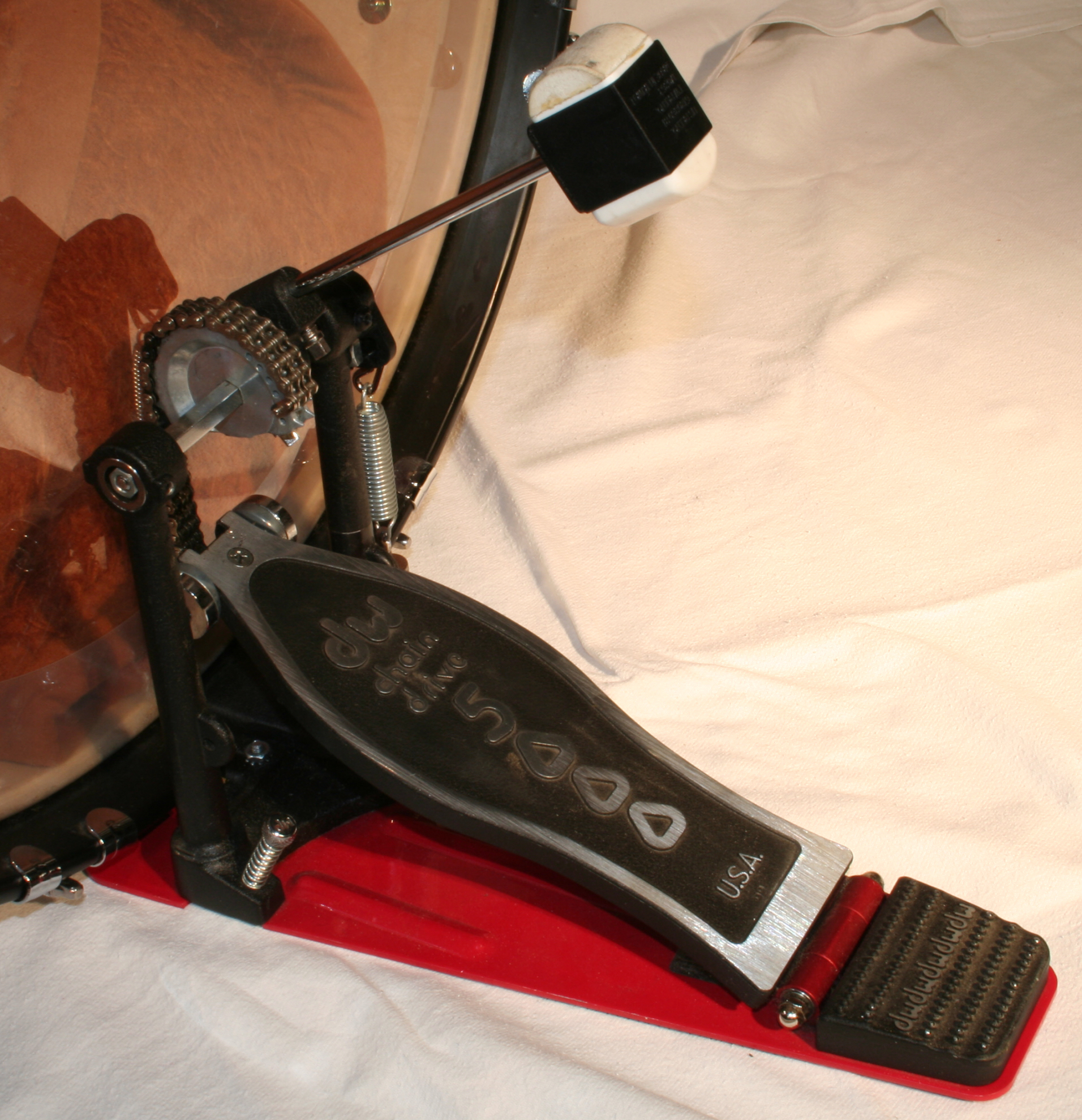
Pédale de grosse caisse.

Elle est composée d'un fût cylindrique, de deux peaux (de frappe et de résonance) et de son accastillage.
La grosse caisse possède une fréquence propre basse, et doit donc avoir une dimension conséquente. Le diamètre du fût peut varier entre 16 et 26 pouces pour une grosse caisse de batterie, et entre 26 et 40 pouces pour les grosses caisses d'harmonie.
Les matériaux utilisés et le niveau de finition des grosses caisses varient selon le fabricant et la gamme de prix. Elles partagent les caractéristiques des autres éléments de percussion constitutifs d'une batterie traditionnelle, à savoir les toms et la caisse claire.

## Utilisation

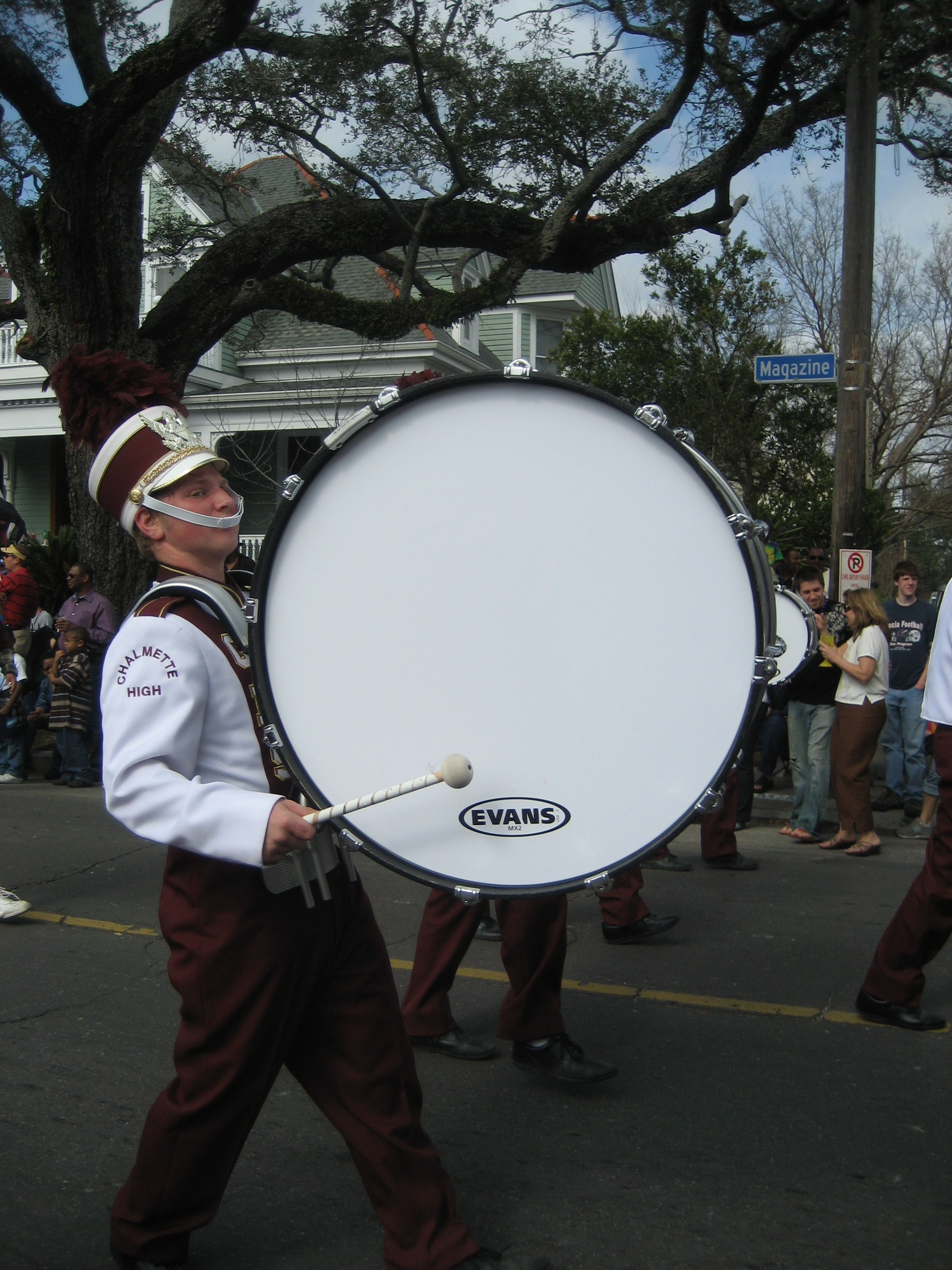
La grosse caisse peut être jouée à la main dans des fanfares.

Elle sert principalement à donner une dynamique en marquant les temps forts (rock) ou comme accompagnement rythmique de la basse et de la mélodie (jazz).
La grosse caisse se joue à la main, avec une mailloche appelée cigogne, ou au pied, avec une pédale, depuis 1882, grâce à Roger Ludwig. Dans certains styles de musique, on peut utiliser une double pédale de grosse caisse, qui s'actionne avec les 2 pieds, ce qui permet de frapper deux fois plus vite, et ainsi d'effectuer des roulements avec les deux pieds et d'autres figures syncopées. Cette technique est très utilisée dans les styles metal, hardcore, grunge, hard rock, et dans certains styles de punk.
La double pédale peut éventuellement être remplacée par une seconde grosse caisse. Un autre style de pédale permet de frapper deux fois plus vite avec un seul pied[réf. souhaitée].